# Raymond Sommer
Raymond Sommer (31 d'agost del 1906, Mouzon, Ardenes, França - 10 de setembre del 1950, Cadours, Alta Garona) fou un pilot de curses automobilístiques francès que va arribar a disputar curses de Fórmula 1. Sommer va morir en un accident disputant una cursa.

## Carrera automobilística
Va debutar a la segona cursa de la història de la Fórmula 1 disputada el 21 de maig del 1950, el GP de Mònaco, que formava part del campionat del món de la Temporada 1950 de Fórmula 1, de la que va disputar només dues curses. Raymond Sommer va participar en un total de cinc curses (assolí 3 punts) puntuables pel campionat de la F1, disputant gairebé completa la primera temporada a la F1. També va disputar i guanyar curses no puntuables pel mundial de la F1, entre les quals destaquen les 24 hores de Spa.

## Resultats a la F1
| Any  | Equip                         | Xassís      | Motor   | 1   | 2     | 3   | 4       | 5       | 6       | 7       | Posició | Punts |
| ---- | ----------------------------- | ----------- | ------- | --- | ----- | --- | ------- | ------- | ------- | ------- | ------- | ----- |
| 1950 | Scuderia Ferrari              | Ferrari     | Ferrari | GBR | MON 4 | 500 |         |         |         |         | 16è     | 3     |
| 1950 | Scuderia Ferrari              | Ferrari     | Ferrari |     |       |     | SUI Ret |         |         |         | 16è     | 3     |
| 1950 | Raymond Sommer                | Talbot-Lago | Talbot  |     |       |     |         | BEL Ret |         | ITA Ret | 16è     | 3     |
| 1950 | Automobiles Talbot-Darracq SA | Talbot-Lago | Talbot  |     |       |     |         |         | FRA Ret |         | 16è     | 3     |

### Resum
| Curses: | Victòries: | Pòdiums: | Poles: | Voltes ràpides: | Punts: |
| ------- | ---------- | -------- | ------ | --------------- | ------ |
| 5       | 0          | 0        | 0      | 0               | 3      |